# Szczelina w Górze Doliny Kobylańskiej
Szczelina w Górze Doliny Kobylańskiej (oryginalna pisownia:Szczelina w górze Doliny Kobylańskiej) – jaskinia w Dolinie Kobylańskiej na Wyżynie Olkuskiej wchodzącej w skład Wyżyny Krakowsko-Częstochowskiej. Administracyjnie znajduje się w granicach wsi Karniowice, w gminie Zabierzów w powiecie krakowskim.

## Opis jaskini
Szczelina w Górze Doliny Kobylańskiej znajduje się w bocznym orograficznie lewym odgałęzieniu górnej części Doliny Kobylańskiej, w wąwozie oddzielającym wzniesienie Borynia od wzniesienia Wzgórze Dumań. Wąwóz ten ma wylot zaraz powyżej skał Lotniki. Jaskinia znajduje się w grupie najwyżej w nim położonych skał. Ma otwór w odległości około 20 m od górnego otworu Jaskini w Górze Doliny Kobylańskiej w skale będącej przedłużeniem Sękatej Grzędy. Jest on widoczny tylko z bliska i znajduje się obok płytkiej szczeliny. Można się do niego dostać od dołu stromym stokiem lub od góry zjazdem na linie. Otwór jaskini jest wąski i wysoki, a za nim jest również wąska i zacieśniająca się szczelina, po 2 m już za ciasna dla człowieka.
Szczelina powstała w późnojurajskich wapieniach skalistych. Jest widna, bez szaty naciekowej. Na dnie znajduje się wapienny rumosz i liście, przed otworem rośnie leszczyna pospolita, a na ścianach rozwijają się glony, mchy i porosty. Ze zwierząt obserwowano pająki z rodzaju Meta.

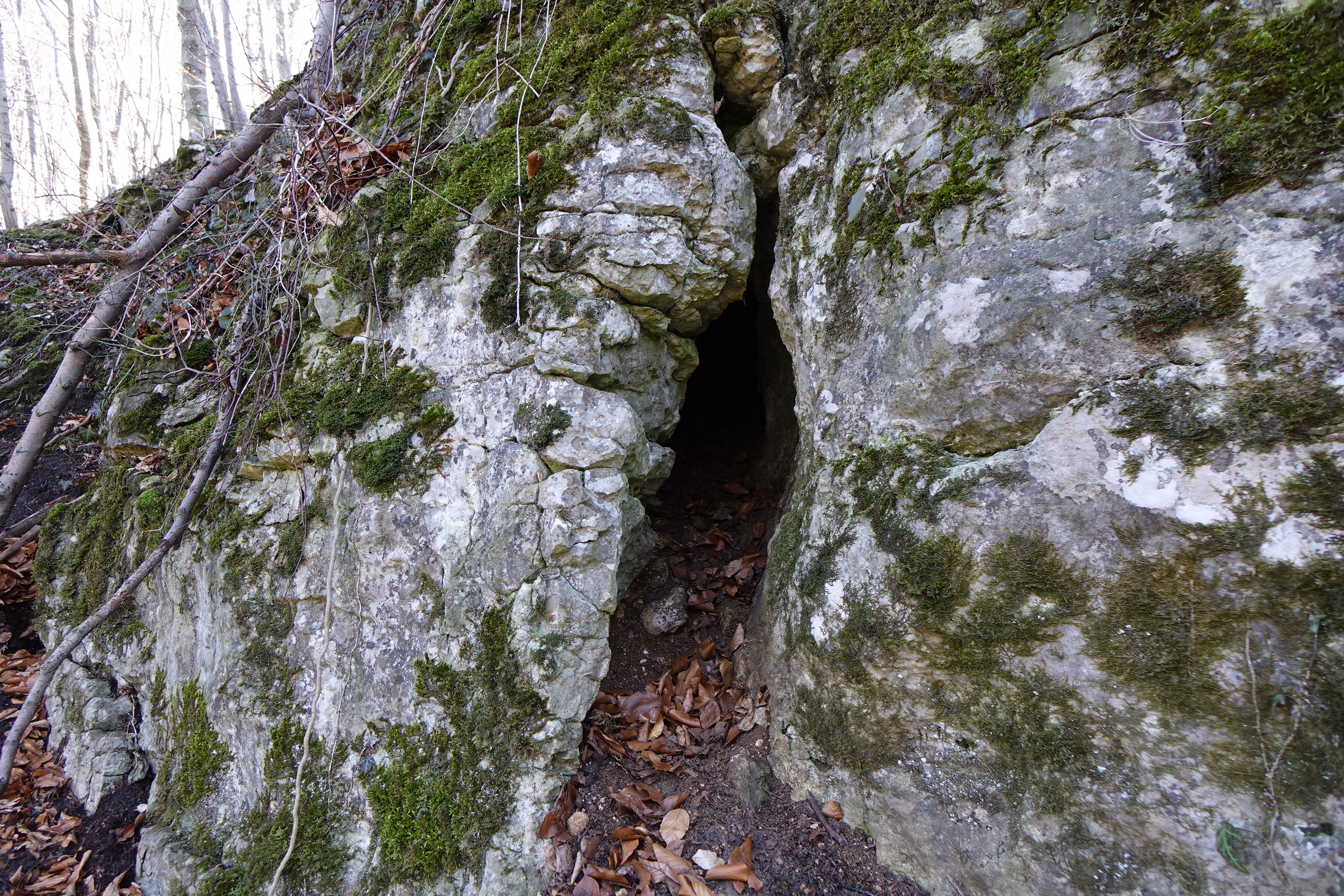
Otwór
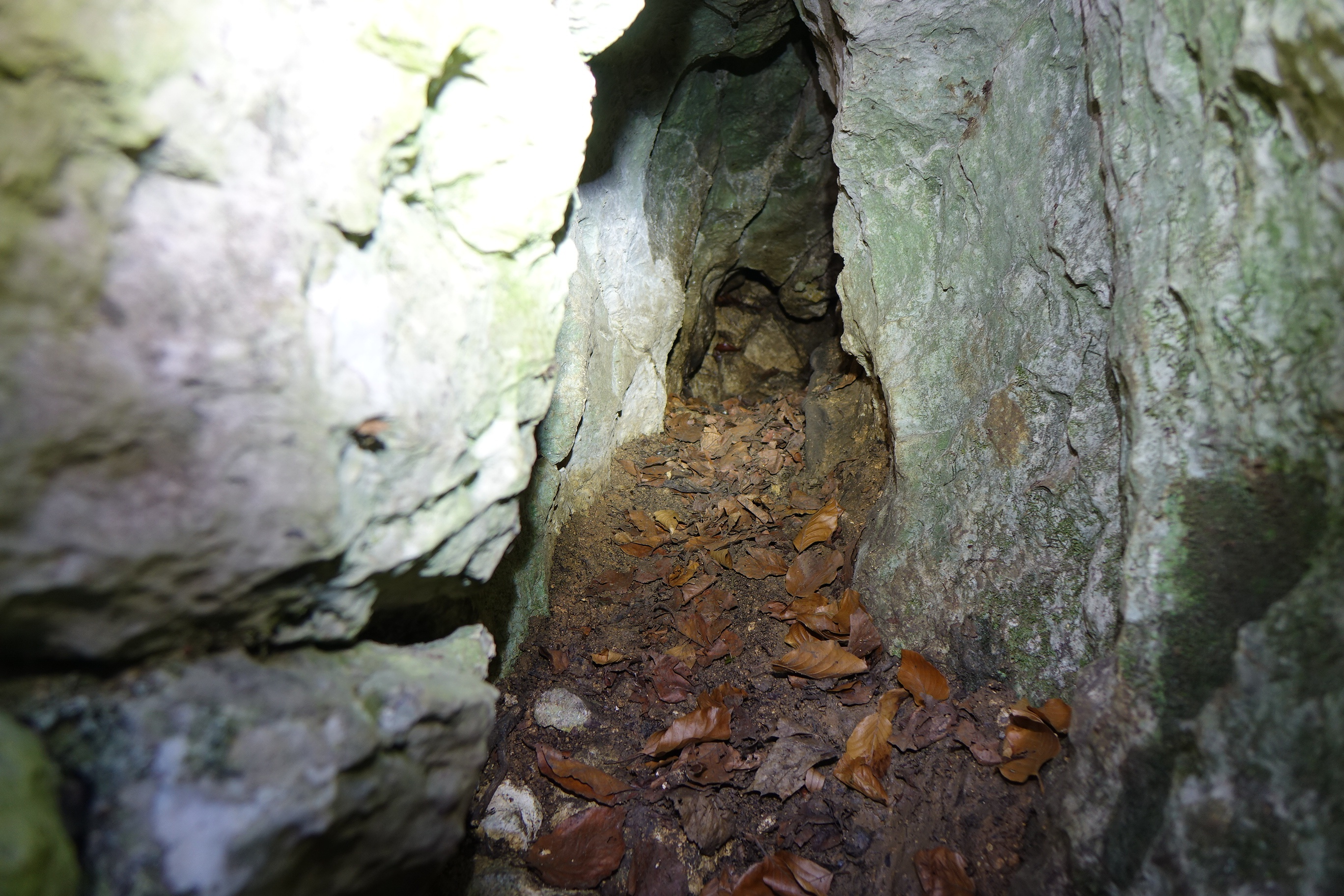
Szczelina